# Żabiniec (Koejavië-Pommeren)
Żabiniec is een dorp in het Poolse woiwodschap Koejavië-Pommeren, in het district Radziejowski. De plaats maakt deel uit van de gemeente Topólka. Żabiniec ligt 62 km ten zuidoosten van de stad Toruń.